# Wilhelm Brücke
Pour les articles homonymes, voir Brücke.
Wilhelm Brücke (né le 4 mars 1800 à Stralsund - mort le 1er avril 1874  à Berlin) est un peintre prussien qui eut son heure de gloire entre 1845 et 1850.

## Biographie
Après ses études dans sa ville natale, il reçut une consécration de l'Académie des Arts de Berlin. Puis il eut, entre autres, comme professeur de peinture, Johann Erdmann Hummel. Encouragé par ses professeurs et soutenu avec une petite bourse, il partit à Rome en 1829.
En Italie, Brücke étudia l'architecture romaine, les paysages et les habitants. Inspiré par l'atmosphère italienne, il peignit plusieurs tableaux sur ce thème, notamment des paysages et des vues. Ses vues, Veduten en allemand, était les plus réussies mais il ne les vendit qu'à son retour à Berlin, lorsqu'il les refit à l'huile.
En automne 1834, Brücke tourna le dos à l'Italie et s'installa à Berlin en tant que peintre indépendant. Dans la capitale prussienne, il participait régulièrement, et jusqu'à la fin de sa vie, aux expositions annuelles de l'École de Beaux-Arts.
Brücke trouva très tôt son propre style, mais ne l'appliqua que tardivement dans ses peintures. L'impression laissée par les œuvres présentes au château de Berlin et à Saint-Pétersbourg, permet de dire que son style s'approchait de celui du peintre Eduard Gaertner. L'œuvre de Brücke resta présente longtemps après sa mort, et certains de ses tableaux furent exposés à l'Exposition du siècle de l'Art allemand (de), à Berlin, en 1906. Les tableaux de Brücke sont relativement faciles à reconnaître, car ils se distinguent par leur coloris rougeâtres. L'attrait du tableau Das Alte Berliner Rathauses in der Spandauer Straße date de 1840 dans lequel se trouve une représentation de l'architecture d'un petit milieu urbain, mais surtout une magnifique représentation de la vie citadine de ce Berlin du milieu de XIXe siècle, illustrée par des rues multicolores. Parmi ses autres toiles marquantes, on trouve, entre autres, La Nouvelle Garde, tableau représentant l'Arsenal de Berlin, exposé au château de Hohenzollern, en Allemagne, ainsi qu'une perspective de l'avenue Unter den Linden, tableau exposé également au château de Hohenzollern.

## Galerie

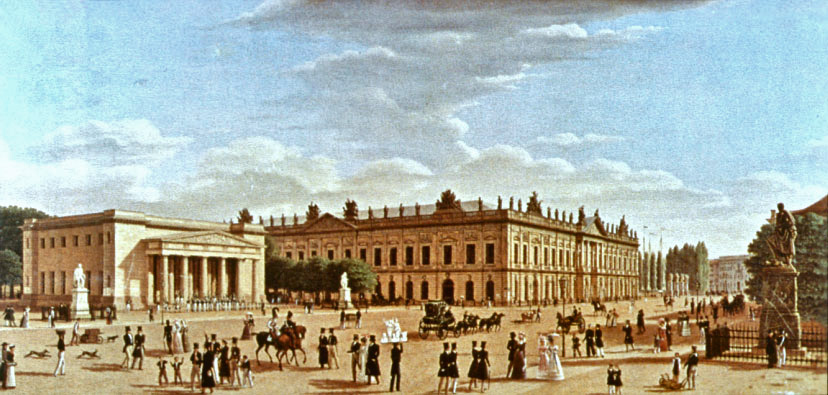
L'Arsenal de Berlin (1828)
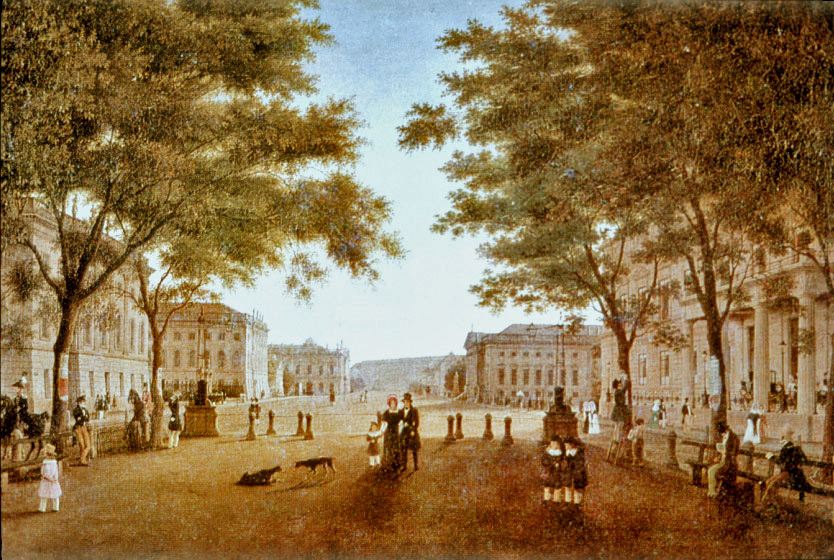
L'avenue Unter den Linden (1839)
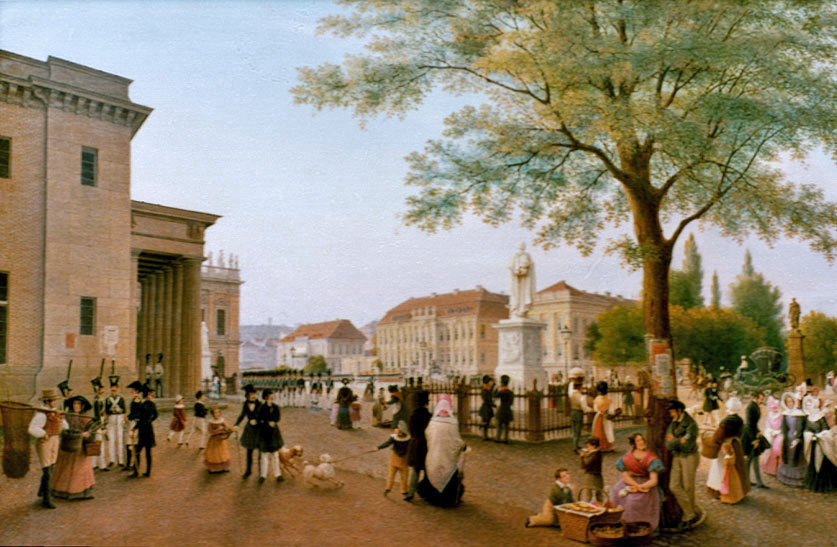
Le palais de Frédéric-Guillaume III (1841)